# کارهای تحقق‌نیافته استنلی کوبریک
در ادامه فهرستی از پروژه‌های ناتمام استنلی کوبریک به ترتیب زمانی رخ می‌دهد. در طول مدت طولانی کار، استنلی کوبریک، کارگردان آمریکایی، روی تعدادی از پروژه‌ها کار کرده‌است که هرگز فراتر از مرحله پیش از تولید در مسیر خود پیشرفت نکرده‌است. برخی از این پروژه‌ها به سرعت در حال توسعه هستند یا به‌طور رسمی لغو شده‌اند.

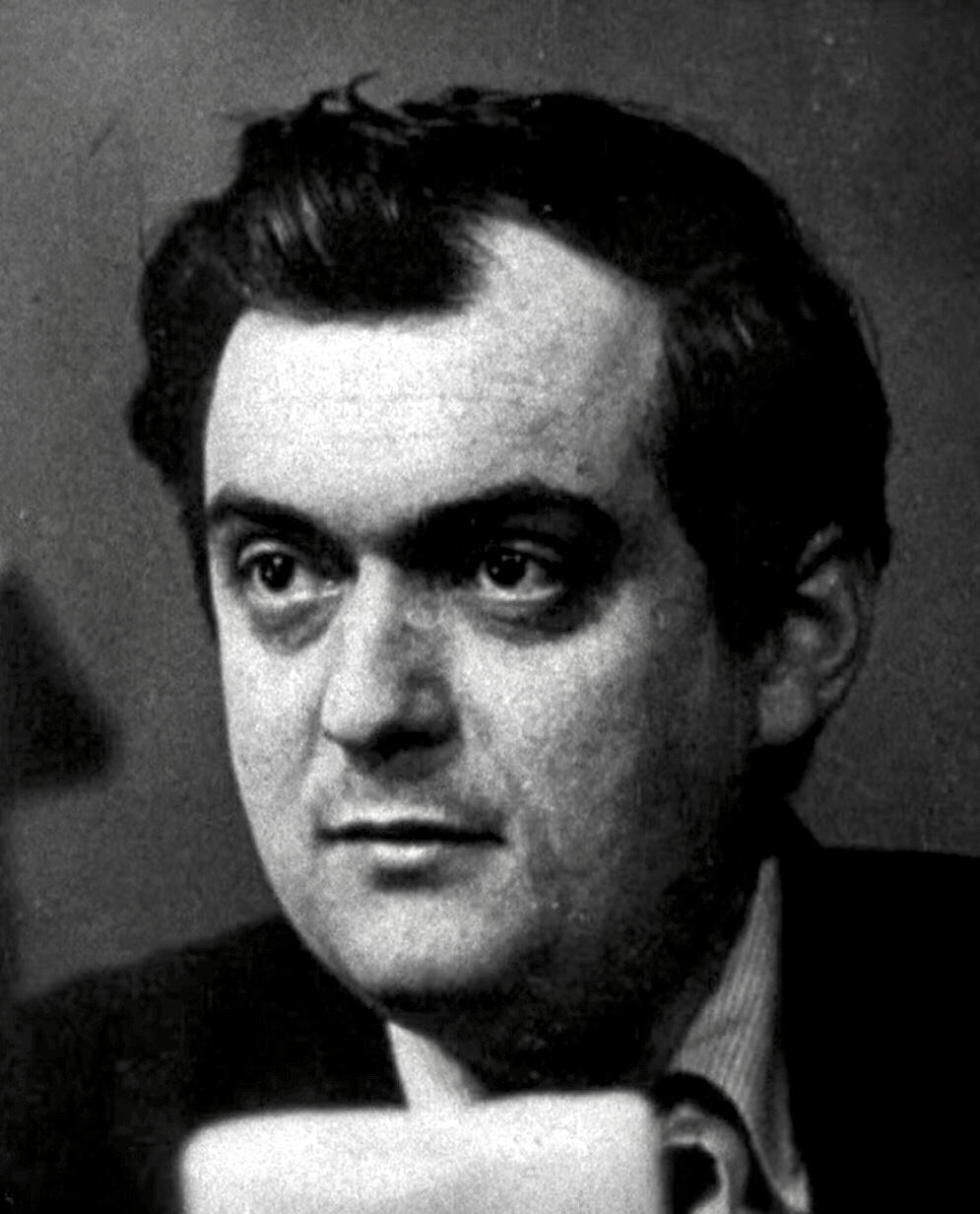
استنلی کوبریک در پیش نمایش فیلم دکتر استرنجلاو (c. 1963-1964)

### راز سوزان و کودک طبیعت
در سال ۱۹۵۶، پس از آن که استودیوی (M.G.M.)درخواستی را از طرف کوبریک و شریک تولیدکننده او، جیمز بی هریس را، رد کرد. بعد از آن از آنها برای فیلم راه‌های افتخار دعوت کرد.
هریس و کوبریک، رمان راز سوزان اشتفان تسوایگ را کشف کردند که در آن یک بارون جوان تلاش می‌کند تا یک زن جوان یهودی را با دوستی با پسر دوازده‌ساله خود اغوا کند، که در نهایت انگیزه‌های واقعی بارون را درک می‌کند.
در مورد رمان و برای نوشتن یک فیلمنامه نوشته شده بود. در عین حال، محدودیت‌های تولید مانع از تحقق این پروژه شد.
فیلمنامه که زمانی از بین رفت در سال ۲۰۱۸ یافت شد و تقریباً تکمیل شد تا توسط سازندگان فیلم توسعه داده شود.
در گذشته نیز در تطبیق با رمانکالدر ویلینگهام یک «کودک طبیعی» ابراز علاقه کرده بود، اما در آن موقعیت به تولید نرسید.

### ناپلئون
بعد از موفقیت ۲۰۰۱، ساخت یک فیلم زندگی‌نامه‌ای در مورد ناپلیون بناپارت را طراحی کرد.
او «سعی کرد هر فیلمی را که تا به حال در این زمینه ساخته شده‌بود ببیند،» از جمله فیلم ناپلئون (فیلم ۱۹۲۷) ابل گانس و مجموعه فیلم‌های دوران شوروی و صلح، که هیچ‌کدام از آن‌ها را دوست نمی‌داشت.
او همچنین تحقیقاتی انجام داد، کتاب‌هایی را دربارهٔ امپراتور فرانسه خواند، و یک فیلمنامه مقدماتی نوشت که از آن زمان در اینترنت قابل‌دسترسی بوده‌است. با کمک دستیاران، او با دقت و وسواس یک کاتالوگ کارت از مکان‌ها و عمل دایره درونی ناپلئون در طول سال‌های عملیاتی خود ایجاد کرد.
این فیلم علاوه بر استفاده از استودیوهای پادشاهی متحده برای ساخت بخش‌های بزرگی از فیلم در فرانسه در نظر گرفته شده بود.
این کارگردان نیز قصد داشت صحنه‌های نبرد در رومانی را کارگردانی کند؛ افسران ارشد ارتش ۴۰۰۰۰ سرباز و ۱۰۰۰۰ سرباز سوار نظام و همچنین نیاز به صحنه‌هایی که با کاغذ درست کرده بودند بود.
در گفتگویی با بنیاد فیلم بریتانیا، جان هارلن، برادرخوانده کوبریک، اظهار داشت که فیلم با دیوید همینگز به عنوان شخصیت ناپلئون (بعدها، نقش به جک نیکلسون واگذار شد) و آدری هپبورن در انتخاب بازیگر ژوزفین بوهارنه انتخاب شد.
در یادداشت‌هایی که به حامیان مالی او نوشته شده بودند، در کتاب بایگانی استنلی کوبریک، در مورد پیشرفت فیلم ناپلئون و محصول نهایی تردید نشان داد؛ با این حال، او همچنین می‌گوید که انتظار دارد «بهترین فیلم ساخته‌شده» را ایجاد کند.
در نهایت ناپلیون به علت هزینه گران محل فیلمبرداری نسخه فیلم جهان غرب سرگئی باندارچوک جنگ و صلح (مجموعه‌فیلم) رمان لئو تولستوی (۱۹۶۸)و شکست تجاری فیلم واترلو (فیلم ۱۹۷۰) با تم ناپلئون (۱۹۷۰)لغو شد.
بخش قابل‌توجهی از تحقیقات تاریخی «کوبریک» در «بری لیندون» (۱۹۷۵)تاثیر می‌گذارد، که داستان آن در سال ۱۷۸۹ به پایان می‌رسد، حدود پانزده سال قبل از آغاز جنگ‌های ناپلئونی.
در مارس ۲۰۱۳، استیون اسپیلبرگ اعلام کرد که قصد خود را برای ایجاد، در هم‌کاری با خانواده کوبریک، یک سریال تلویزیونی کوتاه براساس فیلمنامه‌های کوبریک اعلام کرد.
در ماه مه سال ۲۰۱۶، اچ‌بی‌او اعلام کرد که یک مینی‌سریال براساس فیلمنامه کوبریک با کری فوکوناگا به عنوان کارگردان تولید خواهد کرد.
در اوت ۲۰۱۸ خواننده اپرا و بازیگر فرانسوی David Serero فیلمنامه را برای تئاتر در نیویورک بازنویسی کرد که در آن او به عنوان ناپلئون بازی می‌کرد. این نمایش در روز ۲۳ اوت افتتاح شد. The play opened on August 23.